# Edward VII
Edward VII (Albert Edward; ur. 9 listopada 1841 w Londynie, zm. 6 maja 1910 tamże) – od 22 stycznia 1901 król Zjednoczonego Królestwa Wielkiej Brytanii i Irlandii i dominiów brytyjskich oraz cesarz Indii. Syn królowej Wiktorii. Panowanie Edwarda przyniosło pewien powiew świeżości w zakresie obyczajów – konserwatywna królowa Wiktoria stała się symbolem pruderii, jej syn słynął z rozrywkowego trybu życia. W przeciwieństwie do matki raczej nie brał bezpośredniego udziału w rządzeniu państwem, zajmując się pełnieniem funkcji reprezentacyjnych. Swoimi wizytami w Paryżu i ujmującym sposobem bycia podłożył jednak podwaliny pod porozumienie brytyjsko-francuskie (na przełomie XIX i XX wieku Francja i Wielka Brytania traktowały się z nieufnością, a często z wrogością) oraz powstanie Trójporozumienia, do którego dołączyła Rosja.

## Wczesne lata

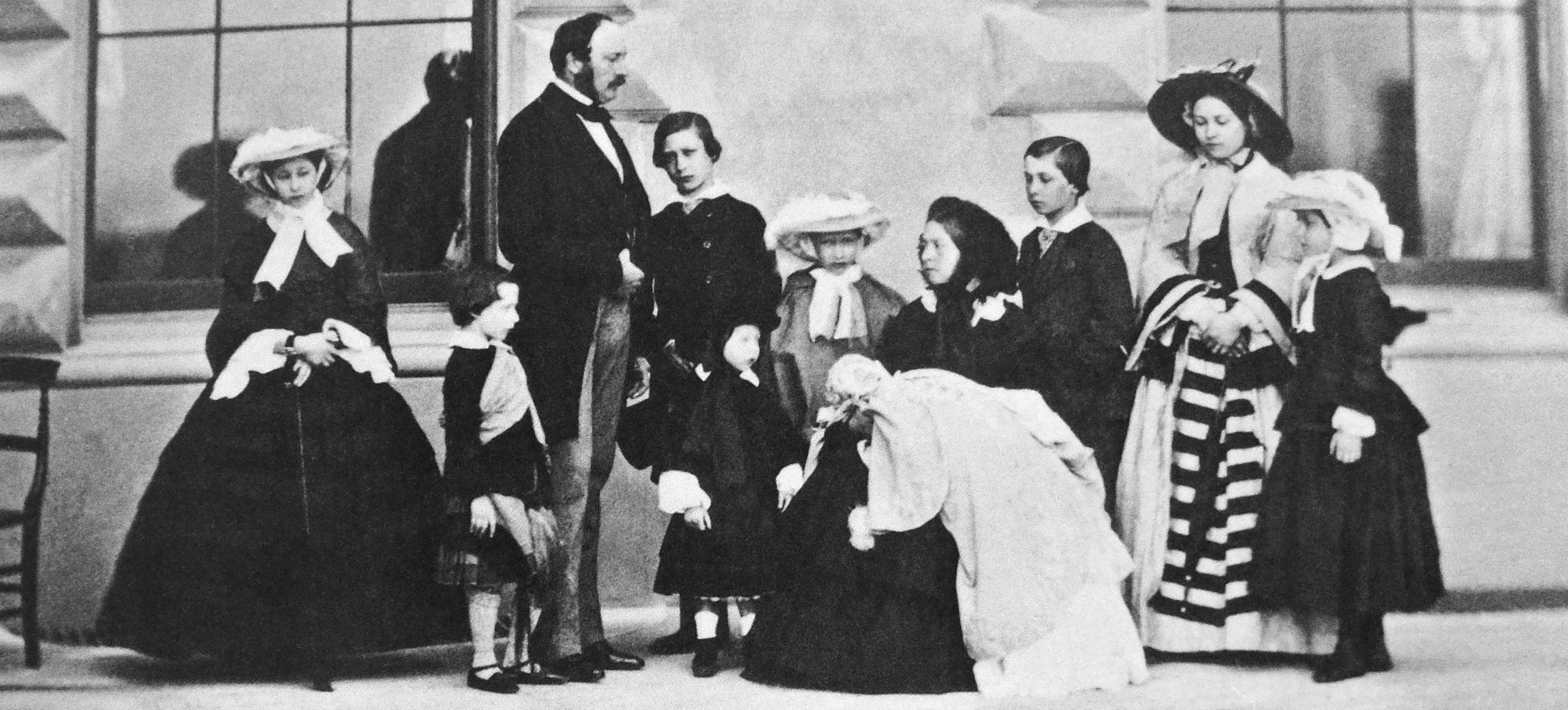
Królowa Wiktoria, Albert oraz ich 9 dzieci w 1857. Edward VII czwarty od lewej, obok Alberta.

Albert Edward urodził się w pałacu Buckingham 9 listopada 1841 o godzinie 10:48. Był najstarszym synem i drugim dzieckiem królowej Wielkiej Brytanii Wiktorii i jej męża księcia Alberta. Jego chrzest odbył się 25 stycznia 1842 w kaplicy św. Jerzego w zamku Windsor, rodzicami chrzestnymi byli: Fryderyk Wilhelm IV Hohenzollern, król Prus, Adolf Hanowerski, książę Cambridge, Ferdynand II Koburg, król Portugalii, Maria Anna Wirtemberska (reprezentowana przez Wiktorię księżną Saksonii-Coburga-Saalfeld), Karolina Amalia, księżna Hesji-Kassel (reprezentowana przez Augustę Wilhelminę Heską), księżna-wdowa von Sachsen-Coburg-Altenburg i Zofia Hanowerska (reprezentowana przez księżniczkę Augustę Hanowerską). Książę był powszechnie znany jako Bertie.
Jako najstarszy syn brytyjskiego monarchy automatycznie otrzymał tytuły księcia Kornwalii, księcia Rothesay, hrabiego Carrick, barona Renfrew, lorda Wysp oraz Księcia i Wielkiego Stewarda Szkocji. Po ojcu odziedziczył tytuły księcia Sachsen-Koburg-Gotha i księcia saskiego. 8 grudnia 1841 roku matka nadała mu tytuły księcia Walii i hrabiego Chester, a 17 stycznia 1850 został hrabią Dublina. Był również odznaczony Orderem Podwiązki – 9 listopada 1858 i Orderem Ostu – 24 maja 1867. W 1863 zrzekł się praw do książęcego tronu Sachsen-Coburg-Gotha na rzecz swojego młodszego brata, Alfreda.
W 1846 r. 4-letni książę Walii otrzymał specjalnie dla niego uszyty mały mundur marynarza. Nosił go podczas rejsu na Wyspy Normandzkie we wrześniu tego roku, wzbudzając podziw swojej matki i sympatię opinii publicznej. Wiele portretów księcia w marynarskim stroju zostało rozprowadzonych po Europie, sprawiając, że w latach 70. XIX w. marynarski strój stał się zwykłym strojem młodych chłopców i dziewcząt na świecie.
Królowa Wiktoria po urodzeniu syna wyraziła życzenie, aby książę stał się podobny do ojca pod każdym względem, duszą i ciałem. Szybko jednak okazało się, że książę Walii w niewielu cechach przypominał uporządkowanego ojca. Albert szybko zauważył lenistwo i skłonność do płci przeciwnej u syna, które to cechy próbował mu wyperswadować surowymi metodami wychowawczymi. Królowa chciała, aby książę został przygotowany do bycia wzorowym konstytucyjnym monarchą. W wieku 7 lat książę Walii został poddany surowemu nauczaniu ustalanemu przez jego ojca. Bertie nie celował jednak w nauce, starał się spełnić oczekiwania rodziców, ale z mizernymi rezultatami. Zaczął za to błyszczeć na spotkaniach towarzyskich, gdzie ujawnił się jego wdzięk i takt, ale także pociąg do kobiet i alkoholu.

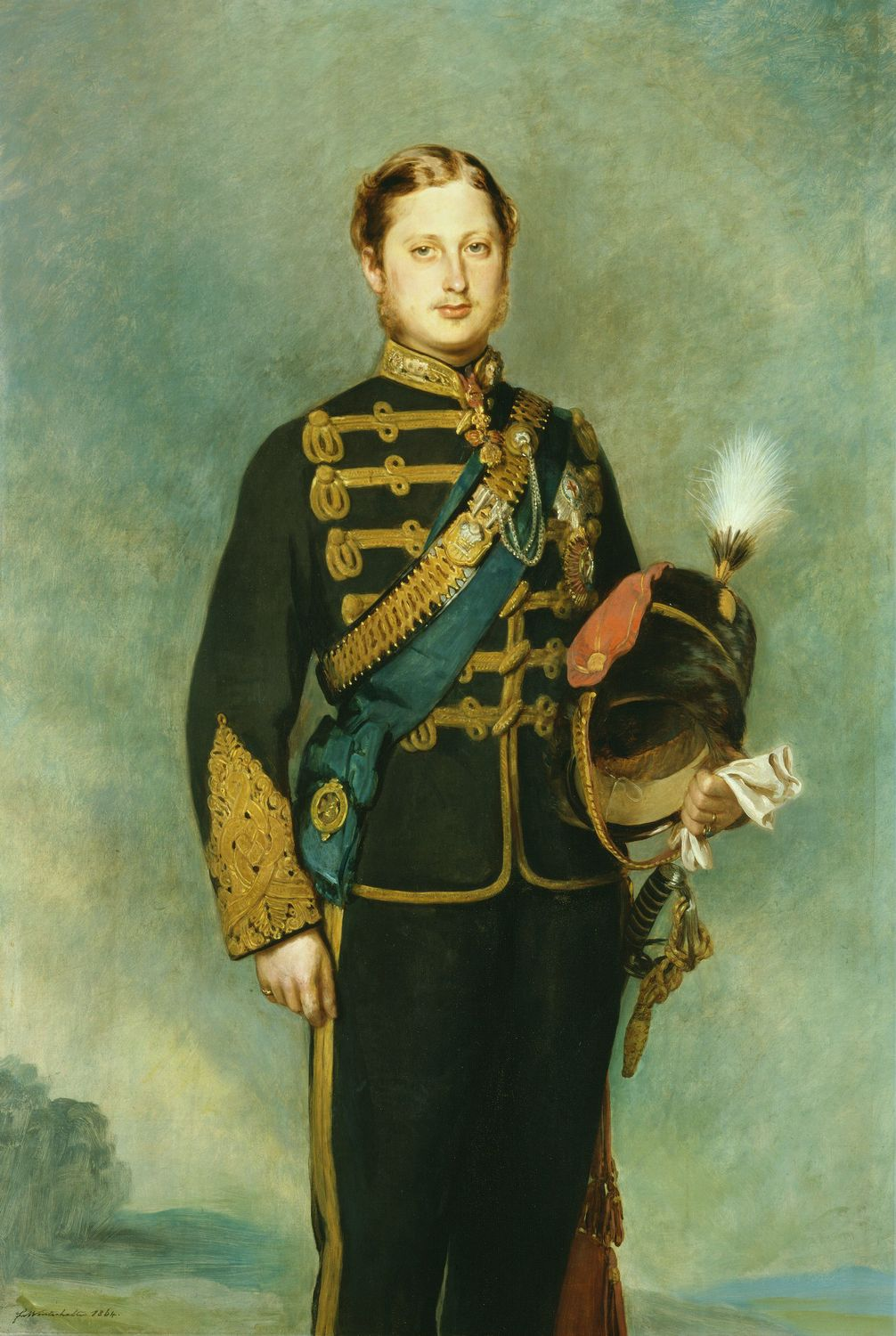
23 letni Albert Edward (aut. Franz Xaver Winterhalter, 1864)

W 1855 r. wraz z rodzicami wyjechał do Paryża, gdzie przebywał na dworze cesarza Napoleona III. Bertie był zachwycony Paryżem i chętnie zostałby tam na dłużej. Kiedy cesarzowa Eugenia tłumaczyła mu, że królowa Wiktoria nie chciałaby być rozłączona z synem, Bertie odpowiedział: Proszę w to nie wierzyć, jest nas w domu ośmioro i można doskonale obejść się beze mnie. Bertie powrócił jeszcze do Paryża, już bez przyzwoitek.
Rok 1859 spędził na podróżach po europejskich dworach, wciąż jednak pod baczną kontrolą rodziców. Każdego wieczora guwerner księcia wysyłał raporty do zamku Windsor, a każdego ranka listy i instrukcje od księcia Alberta przychodziły do syna. Po powrocie do Anglii Bertie odbył przeszkolenie wojskowe (uzyskując stopień pułkownika). W październiku 1859 rozpoczął studia w Christ Church w Oksfordzie. Poznał tam Lewisa Carrolla, któremu podpisał książkę, ale odmówił pozowania do fotografii. Na studiach po raz pierwszy zetknął się z rówieśnikami i zaczął lubić to, od czego stronił jego ojciec – polowania, hazard, tytoń i flirt.
Rok później Bertie udał się w podróż do Stanów Zjednoczonych, co było pierwszą podróżą brytyjskiego następcy tronu do tego państwa. Jego prostota i jowialność zyskały mu sympatię Amerykanów. Jego przyjęcie było tak entuzjastyczne, że kiedy opuszczał Amerykę, jakiś człowiek powiedział doń: Jak wróci pan za cztery lata, będzie pan naszym kandydatem na prezydenta.
W 1861 r. opuścił Oksford i przeniósł się do Trinity College na Uniwersytecie Cambridge, nigdy jednak nie uzyskał żadnego tytułu naukowego. Podjął karierę w armii, przez krótki czas służąc w Grenadierach Gwardii (Grenadier Guards).
Podczas studiów Bertie zyskał reputację playboya. W grudniu 1861 książę Albert umarł na dur brzuszny, dwa tygodnie po odwiedzinach u syna w Cambridge. Książę-małżonek zastał tam syna z aktorką, Nellie Clifden. Pogrążona w żałobie królowa Wiktoria uznała syna za głównego sprawcę śmierci ukochanego męża. Oświadczyła: Już nigdy nie będę mogła patrzeć na Bertiego bez dreszczu. Wiktoria uważała syna za frywolnego, rozpustnego i nieodpowiedzialnego. Powierzała mu wyłącznie funkcje reprezentacyjne: otwarcia mostów i dworców, przyjmowanie monarchów, wodowanie statków, czy wręczanie odznaczeń. Nie pokazywała mu depeszy politycznych i nie wpuszczała go na posiedzenia rządu. Książę wiódł więc życie wypełnione hazardem, teatrem, wyścigami i romansami, co spotykało się z krytyką ze strony jego matki.

## Małżeństwo i rodzina
Owdowiawszy, Wiktoria wycofała się z życia publicznego. Zdążyła jednak zaaranżować małżeństwo syna. Na jej polecenie jej wuj, król Leopold I Belgijski, sporządził listę kandydatek na księżną Walii. Bertie skreślił z niej kilka nazwisk, ostatecznie zdecydował się na niedosłyszącą (chorowała na otosklerozę), ale bardzo piękną księżniczkę Aleksandrę (1 grudnia 1844 – 20 listopada 1925), najstarszą córkę króla Danii Chrystiana IX i Ludwiki, córki Wilhelma Hessen-Kassell. Ślub odbył się 10 marca 1863 w kaplicy św. Jerzego w Windsorze.
Edward i Aleksandra mieli razem trzech synów i trzy córki:
- Albert Wiktor Chrystian Edward (8 stycznia 1864 – 14 stycznia 1892), książę Clarence i Avondale
- Jerzy V (3 czerwca 1865 – 20 stycznia 1936), król Wielkiej Brytanii
- Ludwika Wiktoria Aleksandra Dagmara (20 lutego 1867 – 4 stycznia 1931), księżniczka królewska, żona Alexandra Duffa, 1. księcia Fife
- Wiktoria Aleksandra Olga Maria (6 lipca 1868 – 3 grudnia 1935)
- Maud Charlotta Maria Wiktoria (26 listopada 1869 – 20 listopada 1938), żona Haakona VII, króla Norwegii
- Aleksander Jan Karol Albert (6–7 kwietnia 1871)

Edward wraz z żoną zamieszkali w Marlborough House w Londynie, ich letnią rezydencją był Sandringham House w Norfolk. Bertie wciąż prowadził rozrzutny i rozpustny tryb życia, o którym Aleksandra wiedziała i który tolerowała. Królowa Wiktoria próbowała wywierać wpływ na małżonków, dyktując im m.in. imiona ich dzieci.
Książę Walii, kosmopolita bez uprzedzeń rasowych czy klasowych, prowadził w Marlborough House bujne życie towarzyskie. Posiadał liczne kochanki, takie jak aktorka Lillie Langtry, Jeanette Jerome (żona lorda Randolpha Churchilla i matka Winstona), Daisy Greville, hrabina Warwick, kolejna aktorka Sarah Bernhardt, tancerka Carolina Otero oraz Agnes Keyser. Kochankiem lady Warwick był w tym samym czasie lord Charles Beresford, przyjaciel Bertiego. Stało się to przyczyną napięcia między przyjaciółmi i stosunki obydwu gentelmenów pozostały nie najlepsze do końca ich życia.
Edward stanowił połączenie wielkiego arystokraty i bon vivanta. Był uprzejmy, choć zdarzało mu się wpadać w potworny gniew, np. z powodu protokolarnej pomyłki czy uchybienia etykiecie. Przemiły, gdy wszystko idzie dobrze, a arogancki przy najmniejszym sprzeciwie, jak pisał członek jego najbliższego otoczenia. Książę nie lubił przebywać sam, ani też nie potrafił skupić się dłużej na jednej czynności. Mało czytał, ale dużo mówił. Nie posiadał artystycznego zmysłu, pasjonował się za to mundurami i odznaczeniami. Czekając na śmierć matki, Bertie umilał sobie życie mniej lub bardziej dozwolonymi przyjemnościami. Był też bohaterem kilku skandali.
W 1870 r. członek parlamentu, sir Charles Mordaunt, złożył pozew o rozwód z powodu złego prowadzenia się żony, którą często odwiedzał książę Walii. W czasie procesu lady Mordaunt podpisała przyznanie się do cudzołożenia nie tylko z wieloma arystokratami, ale także z samym księciem. Bertie został wezwany do sądu jako świadek, ale wszystkiemu zaprzeczył. Nikt mu nie uwierzył, ale sąd przyznał mu rację, uznając lady Mordaunt za niezrównoważoną psychicznie.
Agnes Keyser, jedną z ostatnich kochanek Bertiego, łączyła silna emocjonalna więź z księciem. Nigdy nie wyszła za mąż, a swój związek z księciem starała się utrzymać w tajemnicy. Edward ze swej strony pomagał Agnes i jej siostrze założyć szpital dla rannych oficerów, który nosił później nazwę Szpital Króla Edwarda VII Siostry Agnes. Ostatnią oficjalną kochanką Bertiego była Alice Keppel (pojawiła się ona w 1910 r. przy łożu śmierci Edwarda. Królowa Aleksandra zezwoliła na to, chociaż za Alice nie przepadała). Prawnuczką Alice Keppel jest Camilla Parker Bowles, obecna żona Karola III. Niektórzy historycy uważają, że babka Camilli, Sonia Keppel, była de facto nieślubną córką Edwarda, ale nie ma na to żadnych dowodów. Nie ma też informacji o innych nieślubnych dzieciach Edwarda.
Książę prowadził bujne życie towarzyskie nie tylko w Anglii, ale także za granicą. Szczególnie upodobał sobie Paryż. Zatrzymywał się tam zwykle w hotelu Bristol pod nazwiskiem „baron Renfrew” lub „książę Lancaster”. Regularnie odwiedzał teatry lub opery, zawsze bacząc, czy przyniesiono z hotelu jego obszerny fotel, w którym zwykł oglądać przedstawienia. Wystąpił nawet w sztuce Fedora Victoriena Sardou. W jednej ze scen Sarah Bernhardt szlochała u łoża śmierci zamordowanego księcia. Wielu zabawiało się odtwarzając tę rolę, raz spróbował swoich sił w niej książę Walii. Interesowały go też aktorki. Jego kochankami były Hortensja Schneider, Sarah Bernhardt, czy Jeanne Granier. Książę bywał również w apartamentach wielkich kurtyzan, takich jak Anna Deslions czy Paiva, jak również w pomniejszych burdelach.
Ociężała sylwetka księcia znana była w całym Paryżu. Naśladowano jego sposób ubierania – miękki kapelusz, otwarte redingoty, plisowane spodnie, zapinanie kamizelki bez ostatniego guzika (książę wylansował to przez przypadek, gdyż ubierając się w pośpiechu o guziku zwyczajnie zapomniał), czy też podawanie ręki z łokciem przy ciele (książę cierpiał na reumatyzm ramienia). Z tego edwardiańskiego trendu w modzie pozostał do dzisiejszych czasów materiał w prążki, oraz zwyczaj niezapinania ostatniego guzika w kamizelce.
Księżna Aleksandra wiedziała o pozamałżeńskich przygodach męża, ale je tolerowała. Bertie i lord Randolph Churchill kłócili się przez pewien czas o romans księcia z żoną Churchilla, ale ostatecznie pogodzili się i pozostali przyjaciółmi do śmierci Randolpha. Aleksandra i lady Jennie Churchill były bliskimi przyjaciółkami.

## Następca tronu
Niedopuszczany przez matkę do aktywnego uczestniczenia w życiu politycznym kraju, Bertie zajmował się głównie czynnościami reprezentacyjnymi. Patronował również sztuce i nauce, popierając utworzenie Royal College of Music. Był zapalonym myśliwym i graczem w golfa. Pewnego razu rozkazał nawet, aby zegary w Sandringham cofnąć o pół godziny, aby mieć więcej czasu na polowanie. W ten sposób powstał w Sandringham nowy zwyczaj, który został zniesiony przez Edwarda VIII w 1936 roku. W latach 60. Bertie stawiał swoje pierwsze kroki w międzynarodowej polityce. Podczas kryzysu w Szlezwiku-Holsztynie w 1863 stał po stronie Danii, podczas gdy jego matka popierała Prusy. Niedługo później znowu zdenerwował matkę, spotykając się z włoskim rewolucjonistą Garibaldim.
Zimą 1871 r., podczas pobytu w Londesborough Lodge, zachorował na dur brzuszny. Wywołało to niepokój w narodzie. Jeden z jego gości, George Stanhope, 7. hrabia Chesterfield, zaraził się chorobą i zmarł, jednak Bertiemu udało się wyzdrowieć. To otarcie się o śmierć przyczyniło się do poprawy stosunków z matką (która jednak wciąż traktowała Edwarda jak dziecko i trzymała z dala od polityki) i wzrostu jego popularności w społeczeństwie.
W 1875 r.został mianowany marszałkiem polnym, a w 1887 także admirałem floty. 1 maja 1904 przyznano mu prawo występowania w mundurze marszałka polnego cesarskiej i królewskiej Armii.
Książę był aktywnym działaczem stowarzyszeń wolnomularskich. W 1875 został Wielkim Mistrzem Zjednoczonej Wielkiej Loży Anglii (był nim do 1901), co dało nowy impuls do rozwoju wolnomularstwa. Regularnie pojawiał się publicznie, podróżował za granicę, kładł kamienie węgielne pod różne budynki, mosty, doki i kościoły. Edward włożył duży wkład w rozwój angielskiej masonerii.

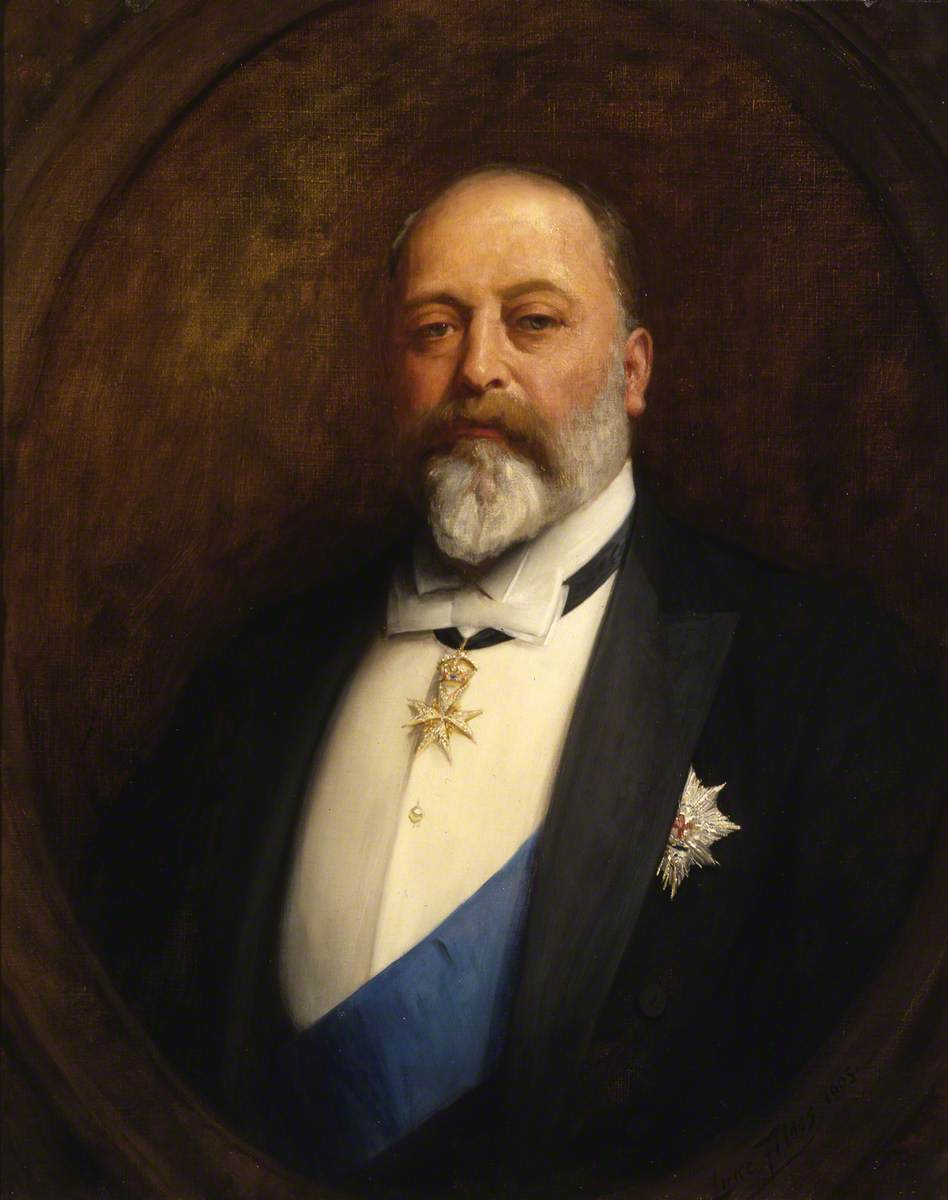
Król Edward VII

Nie uniknął także skandali. W 1890 r. został wplątany w Royal Baccarat Scandal. Książę grywał z kilkoma przyjaciółmi w zakazaną grę hazardową, bakarata. Podczas jednej z partii na oszustwie przyłapano sir Williama Gordon-Cummingsa. Doszło do ugody – sprawa została utrzymana w tajemnicy, ale Gordon-Cummings miał już więcej nie grać w karty. Oszustwo jednak wyszło na jaw i w 1891 r. Gordon-Cummings skierował sprawę do sądu. Bertie ponownie stanął przez sądem w roli świadka. Nie został o nic oskarżony, ale opinia publiczna nie mogła mu wybaczyć udziału w zakazanej grze i próby zatuszowania sprawy.
Reputację księcia poprawił niejaki Jean-Baptiste Sipido, który podczas podróży księcia do Danii przez Belgię strzelił do niego 4 kwietnia 1900 podczas jego pobytu w Brukseli, w proteście przeciwko II wojnie burskiej. Nieudany zamach przyczynił się do wzrostu sympatii dla księcia Walii.

## Panowanie
Królowa Wiktoria zmarła 22 stycznia 1901 i Albert Edward został królem Wielkiej Brytanii i cesarzem Indii. Miał wówczas 59 lat i żadnego doświadczenia politycznego. Panował pod imieniem Edward VII. Jak sam powiedział, chciał przez to uhonorować sześciu poprzednich Edwardów na angielskim tronie, ale zaznaczył też, że odrzucenie imienia Albert nie miało związku z jego stosunkiem do ojca. Numeru „VII” nie używano w Szkocji, gdyż Szkoci protestowali przeciwko pozostałym angielskim monarchom noszącym to imię, z których każdy został kiedyś zbrojnie ze Szkocji wypędzony. Możliwe, że Edward chciał się zdystansować od swojego niemieckiego pochodzenia, aczkolwiek do końca życia mówił po angielsku z niemieckim akcentem.
Na dworze królewskim zaszło wiele zmian. Z powrotem można było palić cygara, czego Wiktoria surowo zabraniała. Rezydencja matki na wyspie Wight, Osborne House, została przekazana państwu, a książę wolał rezydować w Sandrigham.
Pierwotnie koronacja Edwarda i Aleksandry miała się odbyć 26 czerwca 1902, jednak król zachorował i, chociaż powtarzał lekarzom, że jeśli tylko będzie żyw, pójdzie do Opactwa Westminsterskiego, musiał z powodu deszczowej aury pozostać w pałacu. Koronacja została odłożona na czas nieokreślony. Królewskie kuchnie rozdzieliły między biedaków i szpitale tony jedzenia zgromadzone na okolicznościowe bankiety. To również przysporzyło popularności nowemu królowi. W trybie pilnym zoperowano króla na ostre zapalenie wyrostka robaczkowego połączone z perforacją jelit. Była to operacja jak na owe czasy niezwykle skomplikowana, ale udała się i Edward powrócił do zdrowia. Tłumowi pod pałacem oznajmiono, że król czuje się coraz lepiej, co przyjęto z radością. Dobrze jest od czasu do czasu pochorować – zauważył król.
Uroczystości koronacyjne odbyły się więc 9 sierpnia i były ubarwione licznymi incydentami. Spóźnialska królowa Aleksandra i tym razem kazała na siebie długo czekać, co sprawiło, że Edward poszedł do jej apartamentów i zagroził: Aleksandro! Jeśli koniecznie chce pani być nieznośna, nie będzie pani koronowana w ogóle!. Na kilka minut przed rozpoczęciem ceremonii żona markiza Londonderry zgubiła w muszli klozetowej wysadzany drogimi kamieniami diadem, który musiano wyciągać przy użyciu kleszczy z wielką ostrożnością. Podczas namaszczenia siostra króla, Beatrycze Koburg, upuściła swój wielki modlitewnik, a księżna Devonshire zemdlała. Koronacji udzielał 80-letni arcybiskup Canterbury Frederick Temple, który nie był w stanie podnieść się z kolan po złożeniu hołdu królowi i monarcha musiał mu w tym pomóc. Później arcybiskup wylał oleje święte na twarz królowej Aleksandry, która jednak nie zareagowała. Pod koniec uroczystości dało się słyszeć wybuch. Nadbiegająca policja ustaliła, że jego sprawcą był zgłodniały lord Esher, który ukryty za jakimś grobowcem otworzył szampana.

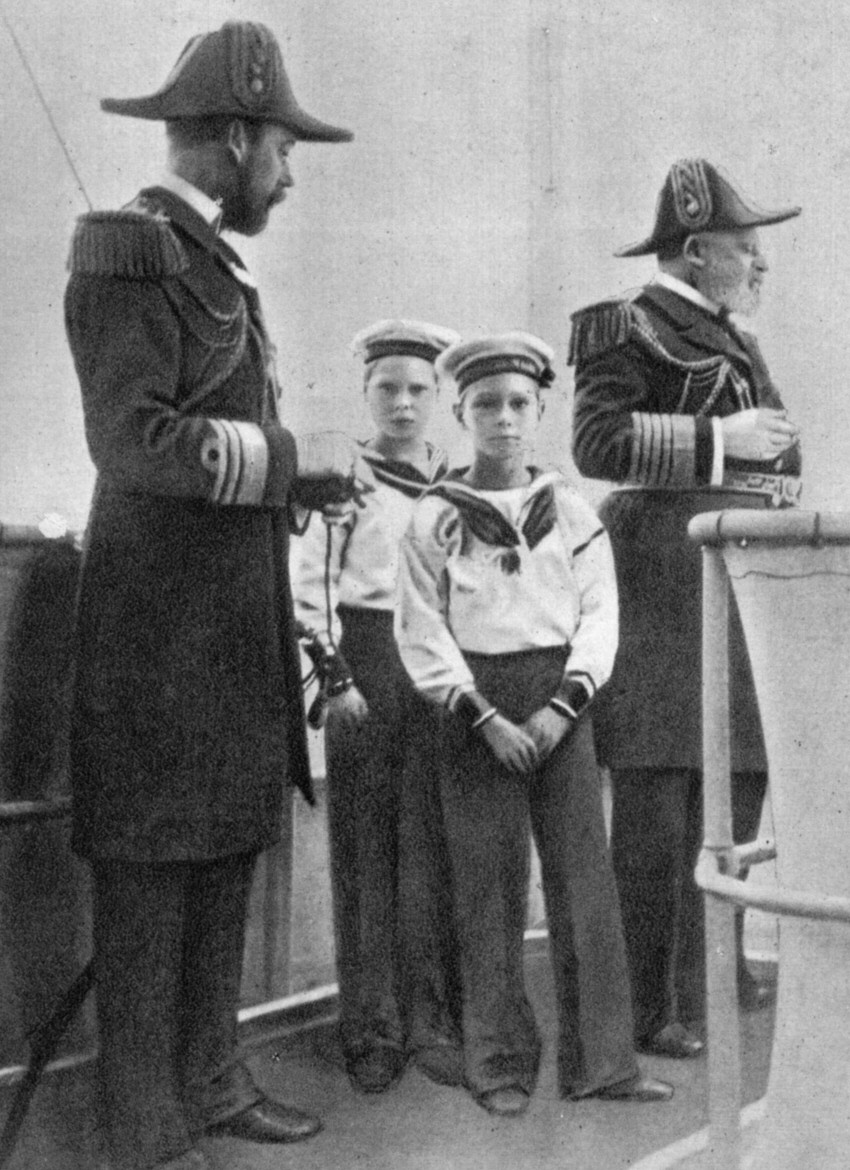
Od lewej do prawej: syn Edwarda VII – Jerzy, książę Walii, wnukowie – książę Edward (z tyłu) i książę Albert (z przodu) oraz Edward VII.

W 1902 r. do Wielkiej Brytanii przybył szach Persji Mozaffar ad-Din Szah Kadżar, któremu obiecano Order Podwiązki, król jednak odmówił nadania mu tego orderu. Sekretarz króla wpadł na pomysł, aby udekorować szacha krzyżem św. Jerzego. Szach przyjął krzyż, ale doczekał się w końcu i Orderu Podwiązki, który został mu wysłany po śmierci Edwarda.
jako król Edward nie przejawiał wielkiego zainteresowania polityką wewnętrzną i sprawami dominiów. Bardziej pociągała go dyplomacja, którą interesował się już jako nastolatek. Kiedy minister spraw zagranicznych przebywał w Londynie, król podróżował po całej Europie, odwiedzając dwory i prowadząc negocjacje. Każdego lata udawał się do wód w Marienbad, które na ten czas stawały się dyplomatyczną stolicą Europy. W przeciwieństwie do matki, która politykę zagraniczną uprawiała za pomocą not i dokumentów, Edward wychodził z założenia, że dwóch zdrowo myślących mężczyzn, paląc dobre cygara w wygodnych fotelach, może dojść do porozumienia w każdej sprawie.
Dążąc do wyprowadzenia Wielkiej Brytanii z jej splendid isolation zastanawiał się nad sojuszem z Niemcami. Niemcy i Wielka Brytania są naturalnymi sojusznikami. Razem mogłyby stać się policją świata i zapewnić trwały pokój – uważał. Nie mógł jednak porozumieć się ze swoim siostrzeńcem, cesarzem Wilhelmem II, który również za nim nie przepadał (nazywał on wuja „starym pawiem”). Edward zwrócił się zatem ku Francji. W 1903 złożył wizytę w Paryżu. Rewizyta prezydenta Emila Loubeta w Londynie stała się zalążkiem entente cordiale. W 1905 dzięki małżeństwu swojej siostrzenicy, Wiktorii Eugenii Battenberg, z królem Hiszpanii Alfonsem XIII, wyrwał Hiszpanię z niemieckiej strefy wpływów.
Następnie zwrócił się ku Rosji, którą odwiedził w 1906, ale podczas wizyty wolał przebywać w Dumie, niż w towarzystwie cara Mikołaja. Ponownie odwiedził Rosję w 1908 i pieczętował podpisany rok wcześniej układ brytyjsko-francuski, co sprawiło, że Trójporozumienie stało się faktem.

## Wuj Europy
Edward VII był przez matkę i teścia spokrewniony z prawie wszystkimi europejskimi monarchami i stał się znany jako „wuj Europy”. Cesarz Niemiec Wilhelm II Hohenzollern, car Mikołaj II Romanow, wielki książę Hesji Ernest Ludwik I oraz książę sasko-koburski na Gotha Karol Edward byli jego siostrzeńcami i bratankami. Królowa Hiszpanii Wiktoria Eugenia Battenberg, żona szwedzkiego następcy tronu Małgorzata Connaught oraz caryca Aleksandra Fiodorowna Romanowa były jego siostrzenicami i bratanicami. Jego zięciem był król Norwegii Haakon VII. Jego szwagrowie to król Grecji Jerzy I i król Danii Fryderyk VIII. Król Belgów Albert I Koburg, królowie Portugalii Karol I i Manuel II, car Bułgarii Ferdynand I Koburg, królowa Holandii Wilhelmina oraz książę brunszwicki Ernest August to jego kuzyni. Nie ze wszystkimi krewniakami król utrzymywał poprawne stosunki, kłócił się często ze swoim siostrzeńcem Wilhelmem II.

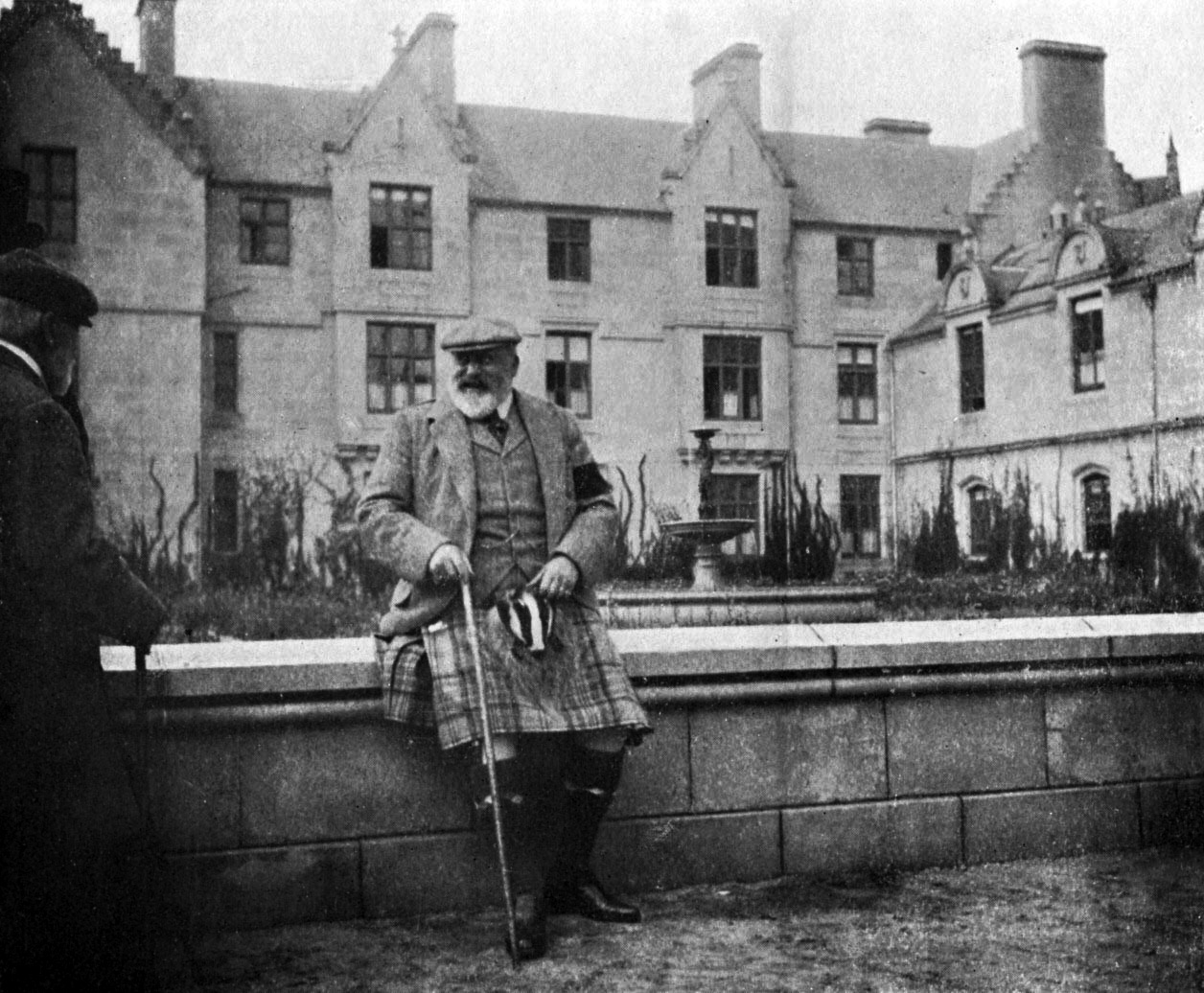
Król Edward w zamku Balmoral, zdjęcie zrobione przez królową Aleksandrę

Ostatnie lata rządów Edwarda przyniosły konstytucyjny kryzys, kiedy konserwatywna większość w Izbie Lordów odmówiła przyjęcia „ludowego budżetu” zaproponowanego przez liberalny gabinet Herberta Henry’ego Asquitha. Król dał premierowi do zrozumienia, że może mu pomóc, mianując dodatkowych parów, jeśli liberałowie wygrają kolejne wybory powszechne.
Edward niezbyt interesował się polityką wewnętrzną, ale jego poglądy na niektóre dziedziny życia były na wskroś liberalne. Uznał na przykład, że używanie słowa „nigger” (odpowiednik polskiego „czarnuch”) jest „niestosowne” i nie świadczy najlepiej o kulturze wypowiadającego je. W innych sprawach nie był zbyt postępowy, sprzeciwiał się m.in. prawom wyborczym dla kobiet czy zasadzie irlandzkiego Home Rule. Jego urok osobisty jednał mu mimo wszystko sympatię ludzi we wszystkich warstwach społecznych, czyniąc go jednym z najpopularniejszych brytyjskich monarchów.

## Śmierć
W 1909 r. Edward pojechał z oficjalną wizytą do Berlina, gdzie chciał przekonać Wilhelma do zaprzestania wyścigu zbrojeń. W stolicy II Rzeszy król, namiętny palacz cygar, poczuł się niedobrze. Okazało się to pierwszym symptomem zapalenia oskrzeli. W kwietniu 1910 król wybrał się do Biarritz, po drodze zatrzymując się w Paryżu. Chciał tam zobaczyć najnowszą sztukę Edmonda Rostanda Chantecler. Przedstawienie miało się odbyć w teatrze Porte-Saint-Martin. Jego dyrektor znany był z oszczędnego ogrzewania sceny, ale z okazji wizyty króla dał się namówić Rostandowi na ogrzanie teatru. Uczynił to z takim zapałem, że w teatrze było gorąco jak w piecu. Edward, rozczarowany zresztą sztuką, wyszedł z teatru przegrzany i czekał w chłodzie na samochód. Ponownie odezwało się zapalenie oskrzeli.
Król udał się jednak do Biarritz, gdzie napady kaszlu stały się coraz częstsze. Po powrocie do Londynu (27 kwietnia), ignorując zalecenia lekarzy, wyjechał do Sandringham, gdzie w złej pogodzie nadzorował prace nad nowymi kompozycjami kwiatowymi. Zapalenie oskrzeli zaostrzyło się. 3 maja, będąc z powrotem w pałacu Buckingham, nie zgodził się na pójście do łóżka i kontynuował obowiązki królewskie. Nie ustąpię, będę pracować, przynieście mi pudła – to były jedne z jego ostatnich słów przed zapadnięciem w śpiączkę.
Edward VII zmarł 6 maja 1910 roku o godzinie 23.45. Tuż przed śmiercią zapytał jeszcze księcia Walii, Jerzego: Jakie są wyniki wyścigów z tego popołudnia?. Jerzy odpowiedział, że koń króla „Witch of the Air” wygrał wyścigi w Kempton Park. Bardzo się cieszę – odpowiedział król. To były jego ostatnie słowa.
Podobnie jak matka nie cierpiał koloru czarnego. Na czas jego pogrzebu publiczne budynki Londynu przystrojono w purpurę. Na czele żałobnego orszaku Edwarda szły jego ulubione zwierzęta – królewski koń i pies rasy terier, Cezar, prowadzony na smyczy przez szkockiego lokaja. Dopiero potem szli (lub jechali karocami) oficjalni goście. Jego pogrzeb zebrał liczne grono władców – 9 koronowanych głów, 5 następców tronu i ok. 40 innych książąt. Został pochowany w zamku Windsor.
jako król Edward VII odnosił większe sukcesy, niż ktokolwiek mógł się spodziewać. Lepiej przygotował swojego syna, księcia Jerzego, do objęcia tronu, niż on sam był do tego przygotowany. Król rozciągnął do maksimum pole działania pozostawione monarsze konstytucyjnemu.

## Odznaczenia
Odznaczony m.in. perskim Orderem Aghdas w 1904 roku.

## Dziedzictwo
Okres jego panowania określa się często mianem „ery edwardiańskiej”.
Na jego cześć nazwano zwodowany w 1903 pancernik HMS King Edward VII, który dał nazwę całej klasie tych okrętów. Na cześć księcia nazwano cztery brytyjskie regimenty – The Prince of Wales’s (North Staffordshire Regiment), The Prince of Wales’s Leinster Regiment (Royal Canadians), The Prince of Wales’s Own (West Yorkshire Regiment), oraz The Duke of Cornwall’s Light Infantry; oraz trzy regimenty ochotnicze – King Edward’s Horse, The Prince of Wales’s Own Royal Regiment of Wiltshire Yeomanry Cavalry and the Ayrshire Yeomanry Cavalry (Earl of Carrick’s Own). Obecnie tylko jeden regiment pozostaje w służbie – The Staffordshire Regiment (The Prince of Wales’s).

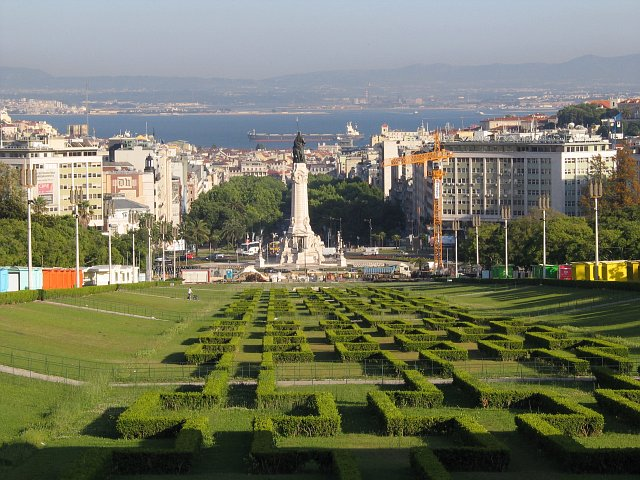
Park Edwarda VII w Lizbonie

Wiele szkół w Anglii nosi imię króla Edwarda. Największe to King Edward VII Upper School w Melton Mowbray w hrabstwie Leicestershire, założona w 1908 r., oraz King Edward VII School w Sheffield, założona w 1905 r. (poprzednio nazywała się Wesley College).
Pomnik króla Edwarda wykonany z lokalnego granitu stoi na skrzyżowaniu Union Gardens i Union Street w centrum szkockiego miasta Aberdeen. Inny jego pomnik początkowo stał w Delhi, obecnie znajduje się w Queen’s Park w Toronto. Również w Paryżu znajduje się pomnik króla, umiejscowiony na placu jego imienia, naprzeciwko teatru Edwarda VII.
Szpital Pamięci Króla Edwarda (King Edward Memorial (KEM) Hospital) jest największą uczelnią medyczną i ośrodkiem zdrowia w Indiach. Został ufundowany w 1926 w celu upamiętnienia króla, który jako książę Walii odwiedził Indie w 1876 roku.
Założony przez metresę Agnes Keyser Szpital Króla Edwarda VII Siostry Agnes działa do tej pory w Londynie.
Szpital Pamięci Króla Edwarda dla Kobiet znajduje się w Subiaco w Australii Zachodniej i jest największym szpitalem położniczym w metropolii Perth. W mieście są jeszcze dwa obiekty nazwane na cześć Edwarda – Park Królewski (Kings Park) i Teatr Jego Królewskiej Mości (His Majesty’s Theatre).
Jedyna szkoła medyczna w Singapurze została przemianowana w 1921 na Kolegium Medyczne Króla Edwarda VII (King Edward VII College of Medicine) i jest obecnie częścią Uniwersytetu Malajskiego, powołanego w 1949 roku. Przez studentów uczelnia jest nazywana „K.E.7 Hall”.
Park Edwarda VII (Parque Eduardo VII) znajduje się w Lizbonie.
Na cześć króla nazwane zostały Cygara Króla Edwarda.

### Edward VII w kulturze
- Serial telewizyjny BBC z 1975 Edward the Seventh w reżyserii Johna Gorriego. W roli młodego Edwarda wystąpił Charles Sturridge, dorosłego Edwarda zagrał Timothy West.
- The Duchess of Duke Street z 1976 Edward ma tam romans z główną bohaterką, Louisą Trotter, który kończy się po wstąpieniu Edwarda na tron. Postać Louisy wzorowana jest na aktorce Rosie Lewis, ale nie ma dowodów, że miała ona romans z Edwardem. W postać księcia Walii wcielił się Roger Hammond.
- The Lost Prince z 2003 w reżyserii Stephena Poliakoffa. W postać Edwarda wcielił się Michael Gambon.
- Edward VII jest głównym bohaterem powieści autorstwa polskiej pisarki emigracyjnej Krystyny Kaplan pt. Zdarzyło się w Marienbadzie.
- Powiernik królowej z 2017 r. w reżyserii Stephena Frearsa. W rolę Edwarda wcielił się Eddie Izzard.

## Genealogia
| Prapradziadkowie                                                        | Ernest II z Saksonii-Gothy-Altenburga (1745-1804) ∞1769 Maria Sachsen-Meiningen (1751-1827)                  | Wielki Książę Fryderyk Franciszek z Mecklemburgii-Schwerin (1756-1837) ∞1775 Luiza Sachsen-Gotha (1756-1806) | Ernest Fryderyk z Saksonii-Coburga-Saalfeld (1724–1800) ∞ 1749 Zofia z Brunszwiku-Wolfenbüttel (1724-1802)   | Ernest Fryderyk z Saksonii-Coburga-Saalfeld (1724–1800) ∞ 1749 Zofia z Brunszwiku-Wolfenbüttel (1724-1802)   | Henryk XXIV Reuss-Ebersdorf (1724-1779) ∞1754 Karolina Erbach-Schönberg (1727-1796)                          | Fryderyk Ludwik Hanowerski (1707-1751) ∞ 1739 Augusta Sachsen-Gotha (1719-1772)                                | Karol Ludwik Mecklenburg-Mirow (1708-1752) ∞1735 Elżbieta Albertyna z Saksonii-Hildburghausen (1713-1761)      | |
| Pradziadkowie                                                           | Emil Sachsen-Gotha-Altenburg (1772-1822) ∞1797 Luiza Karolina Mecklenburg-Schwerin (1779-1801)               | Emil Sachsen-Gotha-Altenburg (1772-1822) ∞1797 Luiza Karolina Mecklenburg-Schwerin (1779-1801)               | Franciszek z Saksonii-Coburga-Saalfeld (1750-1806) ∞1777 Augusta Reuss-Ebersdorf (1757-1831)                 | Franciszek z Saksonii-Coburga-Saalfeld (1750-1806) ∞1777 Augusta Reuss-Ebersdorf (1757-1831)                 | Franciszek z Saksonii-Coburga-Saalfeld (1750-1806) ∞1777 Augusta Reuss-Ebersdorf (1757-1831)                 | Król Wielkiej Brytanii Jerzy III Hanowerski (1738-1820) ∞1761 Zofia Charlotta Mecklenburg-Strelitz (1774-1818) | Król Wielkiej Brytanii Jerzy III Hanowerski (1738-1820) ∞1761 Zofia Charlotta Mecklenburg-Strelitz (1774-1818) | Król Wielkiej Brytanii Jerzy III Hanowerski (1738-1820) ∞1761 Zofia Charlotta Mecklenburg-Strelitz (1774-1818) |
| Dziadkowie                                                              | Ludwika z Saksonii-Gothy-Altenburga (1800-1831) ∞ 1817 Ernest I z Saksonii-Coburga-Gothy (1784-1844)         | Ludwika z Saksonii-Gothy-Altenburga (1800-1831) ∞ 1817 Ernest I z Saksonii-Coburga-Gothy (1784-1844)         | Ludwika z Saksonii-Gothy-Altenburga (1800-1831) ∞ 1817 Ernest I z Saksonii-Coburga-Gothy (1784-1844)         | Ludwika z Saksonii-Gothy-Altenburga (1800-1831) ∞ 1817 Ernest I z Saksonii-Coburga-Gothy (1784-1844)         | Wiktoria z Saksonii-Coburga-Saalfeld (1787-1861) ∞1818 Edward August Hanowerski (1767-1820)                  | Wiktoria z Saksonii-Coburga-Saalfeld (1787-1861) ∞1818 Edward August Hanowerski (1767-1820)                    | Wiktoria z Saksonii-Coburga-Saalfeld (1787-1861) ∞1818 Edward August Hanowerski (1767-1820)                    | Wiktoria z Saksonii-Coburga-Saalfeld (1787-1861) ∞1818 Edward August Hanowerski (1767-1820)                    |
| Rodzice                                                                 | Albert z Saksonii-Coburga-Gothy (1819-1861) ∞ 1840 Królowa Wielkiej Brytanii Wiktoria Hanowerska (1819-1901) | Albert z Saksonii-Coburga-Gothy (1819-1861) ∞ 1840 Królowa Wielkiej Brytanii Wiktoria Hanowerska (1819-1901) | Albert z Saksonii-Coburga-Gothy (1819-1861) ∞ 1840 Królowa Wielkiej Brytanii Wiktoria Hanowerska (1819-1901) | Albert z Saksonii-Coburga-Gothy (1819-1861) ∞ 1840 Królowa Wielkiej Brytanii Wiktoria Hanowerska (1819-1901) | Albert z Saksonii-Coburga-Gothy (1819-1861) ∞ 1840 Królowa Wielkiej Brytanii Wiktoria Hanowerska (1819-1901) | Albert z Saksonii-Coburga-Gothy (1819-1861) ∞ 1840 Królowa Wielkiej Brytanii Wiktoria Hanowerska (1819-1901)   | Albert z Saksonii-Coburga-Gothy (1819-1861) ∞ 1840 Królowa Wielkiej Brytanii Wiktoria Hanowerska (1819-1901)   | Albert z Saksonii-Coburga-Gothy (1819-1861) ∞ 1840 Królowa Wielkiej Brytanii Wiktoria Hanowerska (1819-1901)   |
| Edward VII z Saksonii-Coburga-Gothy (1841–1910), Król Wielkiej Brytanii | | | | | | | | |